# Tirrena-Adriàtica 2025
La Tirrena-Adriàtica 2025 fou la 60a edició de la Tirrena-Adriàtica, una cursa de ciclisme en ruta per etapes que se celebrà entre el 10 i el 16 de març de 2025 a Itàlia. Tingué un recorregut de 1147,5 quilòmetres amb inici a Lido di Camaiore i final a San Benedetto del Tronto. Fou el 7è esdeveniment de l'UCI World Tour 2025.
Juan Ayuso (UAE Team Emirates XRG) en fou el vencedor, tant de la classificació general com de la de joves. L'acompanyaren al podi els italians Filippo Ganna (Ineos Grenadiers) i Antonio Tiberi (Bahrain Victorious). Els també italians Jonathan Milan (Lidl-Trek) i Manuele Tarozzi (VF Group-Bardiani CSF-Faizané) s'imposaren a les classificacions dels punts i de la muntanya, respectivament. Finalment, l'UAE Team Emirates XRG fou el vencedor per equips.

## Equips participants
Vint-i-quatre equips van prendre part en la prova: 18 de categoria UCI WorldTeam i 6 de categoria UCI ProTeam. Van formar així un pilot de 168 ciclistes. Els equips participants van ser els següents:
| WorldTeams (18)- EF Education-EasyPost - Alpecin-Deceuninck - Arkéa-B&B Hotels - XDS Astana Team - Bahrain-Victorious - Cofidis - Decathlon AG2R La Mondiale Team - Groupama-FDJ - Ineos Grenadiers - Intermarché-Wanty - Lidl-Trek - Movistar Team - Red Bull-BORA-hansgrohe - Soudal Quick-Step - Team Picnic-PostNL - Team Jayco AlUla - Team Visma \| Lease a Bike - UAE Team Emirates XRG ProTeams (6)- Israel-Premier Tech - Uno-X Mobility - Q36.5 Pro Cycling Team - Team Polti VisitMalta - Tudor Pro Cycling Team - VF Group-Bardiani CSF-Faizanè |
| |

## Recorregut
La Tirrena-Adriàtica va disputar-se en set etapes dividides en dues de planes, tres de mitja muntanya, una de muntanya i una contrarellotge individual.
| Etapa    | Data       | Ciutats d'etapa                                 | type                      | Distància (km) | Desnivell (m) | Vencedor de l'etapa | Líder de la general |
| -------- | ---------- | ----------------------------------------------- | ------------------------- | -------------- | ------------- | ------------------- | ------------------- |
| 1a etapa | 10 de març | Lido di Camaiore – Lido di Camaiore             | contrarellotge individual | 9,9            | 10 m          | Filippo Ganna       | Filippo Ganna       |
| 2a etapa | 11 de març | Camaiore – Follonica                            | etapa plana               | 192            | 1.245 m       | Jonathan Milan      | Filippo Ganna       |
| 3a etapa | 12 de març | Follonica – Colfiorito                          | etapa de muntanya         | 239            | 3.236 m       | Andrea Vendrame     | Filippo Ganna       |
| 4a etapa | 13 de març | Norcia – Trasacco                               | etapa de mitja muntanya   | 190            | 2.610 m       | Olav Kooij          | Filippo Ganna       |
| 5a etapa | 14 de març | Ascoli Piceno – Pergola                         | etapa de mitja muntanya   | 205            | 3.499 m       | Fredrik Dversnes    | Filippo Ganna       |
| 6a etapa | 15 de març | Cartoceto – Frontignano                         | etapa de muntanya         | 163            | 3.508 m       | Juan Ayuso Pesquera | Juan Ayuso Pesquera |
| 7a etapa | 16 de març | Porto Potenza Picena – San Benedetto del Tronto | etapa plana               | 147            | 1.008 m       | Jonathan Milan      | Juan Ayuso Pesquera |

## Desenvolupament de la carrera

### 1.ª etapa
| Lido di Camaiore - Lido di Camaiore | contrarellotge individual | (9,9 km) |

| \| Classificació de l'etapa \| Classificació de l'etapa \| Classificació de l'etapa \| Classificació de l'etapa \| Classificació de l'etapa \| \| Corredor \| Corredor \| Equip \| Temps \| \| \| ------------------------ \| ------------------------ \| ------------------------ \| ------------------------ \| ------------------------ \| \| 1r \| Filippo Ganna \| Ineos Grenadiers \| 12' 17" \| \| \| 2n \| Juan Ayuso Pesquera \| UAE Team Emirates XRG \| + 22" \| \| \| 3r \| Johan Price-Pejtersen \| Alpecin-Deceuninck \| + 27" \| \| \| 4t \| Antonio Tiberi \| Bahrain Victorious \| + 28" \| \| \| 5è \| Jonathan Milan \| Lidl-Trek \| + 30" \| \| \| 6è \| Derek Gee \| Israel-Premier Tech \| + 35" \| \| \| 7è \| Mattia Cattaneo \| Soudal Quick-Step \| + 36" \| \| \| 8è \| Søren Wærenskjold \| Uno-X Mobility \| + 36" \| \| \| 9è \| Isaac del Toro \| UAE Team Emirates XRG \| + 37" \| \| \| 10è \| Kévin Vauquelin \| Arkéa-B&B Hotels \| + 40" \| \| |                       |                       |         |
| |                       |                       |         |
| |                       |                       |         |
| Classificació de l'etapa |                       |                       |         |
| Corredor | Corredor              | Equip                 | Temps   |
| 1r | Filippo Ganna         | Ineos Grenadiers      | 12' 17" |
| 2n | Juan Ayuso Pesquera   | UAE Team Emirates XRG | + 22"   |
| 3r | Johan Price-Pejtersen | Alpecin-Deceuninck    | + 27"   |
| 4t | Antonio Tiberi        | Bahrain Victorious    | + 28"   |
| 5è | Jonathan Milan        | Lidl-Trek             | + 30"   |
| 6è | Derek Gee             | Israel-Premier Tech   | + 35"   |
| 7è | Mattia Cattaneo       | Soudal Quick-Step     | + 36"   |
| 8è | Søren Wærenskjold     | Uno-X Mobility        | + 36"   |
| 9è | Isaac del Toro        | UAE Team Emirates XRG | + 37"   |
| 10è | Kévin Vauquelin       | Arkéa-B&B Hotels      | + 40"   |

| \| Classificació general \| Classificació general \| Classificació general \| Classificació general \| Classificació general \| \| Corredor \| Corredor \| Equip \| Temps \| \| \| --------------------- \| --------------------- \| --------------------- \| --------------------- \| --------------------- \| \| 1r \| Filippo Ganna \| Ineos Grenadiers \| 12' 17" \| \| \| 2n \| Juan Ayuso Pesquera \| UAE Team Emirates XRG \| + 23" \| \| \| 3r \| Johan Price-Pejtersen \| Alpecin-Deceuninck \| + 28" \| \| \| 4t \| Antonio Tiberi \| Bahrain Victorious \| + 29" \| \| \| 5è \| Jonathan Milan \| Lidl-Trek \| + 31" \| \| \| 6è \| Derek Gee \| Israel-Premier Tech \| + 34" \| \| \| 7è \| Mattia Cattaneo \| Soudal Quick-Step \| + 36" \| \| \| 8è \| Søren Wærenskjold \| Uno-X Mobility \| + 37" \| \| \| 9è \| Isaac del Toro \| UAE Team Emirates XRG \| + 38" \| \| \| 10è \| Kévin Vauquelin \| Arkéa-B&B Hotels \| + 41" \| \| |                       |                       |         |
| |                       |                       |         |
| |                       |                       |         |
| Classificació general |                       |                       |         |
| Corredor | Corredor              | Equip                 | Temps   |
| 1r | Filippo Ganna         | Ineos Grenadiers      | 12' 17" |
| 2n | Juan Ayuso Pesquera   | UAE Team Emirates XRG | + 23"   |
| 3r | Johan Price-Pejtersen | Alpecin-Deceuninck    | + 28"   |
| 4t | Antonio Tiberi        | Bahrain Victorious    | + 29"   |
| 5è | Jonathan Milan        | Lidl-Trek             | + 31"   |
| 6è | Derek Gee             | Israel-Premier Tech   | + 34"   |
| 7è | Mattia Cattaneo       | Soudal Quick-Step     | + 36"   |
| 8è | Søren Wærenskjold     | Uno-X Mobility        | + 37"   |
| 9è | Isaac del Toro        | UAE Team Emirates XRG | + 38"   |
| 10è | Kévin Vauquelin       | Arkéa-B&B Hotels      | + 41"   |

### 2.ª etapa
| Camaiore - Follonica | etapa plana | (192 km) |

| \| Classificació de l'etapa \| Classificació de l'etapa \| Classificació de l'etapa \| Classificació de l'etapa \| Classificació de l'etapa \| \| Corredor \| Corredor \| Equip \| Temps \| \| \| ------------------------ \| ------------------------ \| ----------------------------- \| ------------------------ \| ------------------------ \| \| 1r \| Jonathan Milan \| Lidl-Trek \| 4h 45' 13" \| \| \| 2n \| Maikel Zijlaard \| Tudor Pro Cycling Team \| + 0" \| \| \| 3r \| Paul Penhoët \| Groupama-FDJ \| + 0" \| \| \| 4t \| Olav Kooij \| Team Visma \\| Lease a Bike \| + 0" \| \| \| 5è \| Simone Consonni \| Lidl-Trek \| + 0" \| \| \| 6è \| Sam Bennett \| Decathlon-AG2R La Mondiale \| + 0" \| \| \| 7è \| Jake Stewart \| Israel-Premier Tech \| + 0" \| \| \| 8è \| Tim Van Dijke \| Red Bull-Bora-Hansgrohe \| + 0" \| \| \| 9è \| Bryan Coquard \| Cofidis \| + 0" \| \| \| 10è \| Enrico Zanoncello \| VF Group-Bardiani CSF-Faizanè \| + 0" \| \| |                   |                               |            |
| |                   |                               |            |
| |                   |                               |            |
| Classificació de l'etapa |                   |                               |            |
| Corredor | Corredor          | Equip                         | Temps      |
| 1r | Jonathan Milan    | Lidl-Trek                     | 4h 45' 13" |
| 2n | Maikel Zijlaard   | Tudor Pro Cycling Team        | + 0"       |
| 3r | Paul Penhoët      | Groupama-FDJ                  | + 0"       |
| 4t | Olav Kooij        | Team Visma \| Lease a Bike    | + 0"       |
| 5è | Simone Consonni   | Lidl-Trek                     | + 0"       |
| 6è | Sam Bennett       | Decathlon-AG2R La Mondiale    | + 0"       |
| 7è | Jake Stewart      | Israel-Premier Tech           | + 0"       |
| 8è | Tim Van Dijke     | Red Bull-Bora-Hansgrohe       | + 0"       |
| 9è | Bryan Coquard     | Cofidis                       | + 0"       |
| 10è | Enrico Zanoncello | VF Group-Bardiani CSF-Faizanè | + 0"       |

| \| Classificació general \| Classificació general \| Classificació general \| Classificació general \| Classificació general \| \| Corredor \| Corredor \| Equip \| Temps \| \| \| --------------------- \| --------------------- \| ---------------------- \| --------------------- \| --------------------- \| \| 1r \| Filippo Ganna \| Ineos Grenadiers \| 4h 57' 30" \| \| \| 2n \| Jonathan Milan \| Lidl-Trek \| + 19" \| \| \| 3r \| Juan Ayuso Pesquera \| UAE Team Emirates XRG \| + 22" \| \| \| 4t \| Johan Price-Pejtersen \| Alpecin-Deceuninck \| + 28" \| \| \| 5è \| Antonio Tiberi \| Bahrain Victorious \| + 29" \| \| \| 6è \| Derek Gee \| Israel-Premier Tech \| + 34" \| \| \| 7è \| Mattia Cattaneo \| Soudal Quick-Step \| + 36" \| \| \| 8è \| Søren Wærenskjold \| Uno-X Mobility \| + 37" \| \| \| 9è \| Isaac del Toro \| UAE Team Emirates XRG \| + 38" \| \| \| 10è \| Maikel Zijlaard \| Tudor Pro Cycling Team \| + 40" \| \| |                       |                        |            |
| |                       |                        |            |
| |                       |                        |            |
| Classificació general |                       |                        |            |
| Corredor | Corredor              | Equip                  | Temps      |
| 1r | Filippo Ganna         | Ineos Grenadiers       | 4h 57' 30" |
| 2n | Jonathan Milan        | Lidl-Trek              | + 19"      |
| 3r | Juan Ayuso Pesquera   | UAE Team Emirates XRG  | + 22"      |
| 4t | Johan Price-Pejtersen | Alpecin-Deceuninck     | + 28"      |
| 5è | Antonio Tiberi        | Bahrain Victorious     | + 29"      |
| 6è | Derek Gee             | Israel-Premier Tech    | + 34"      |
| 7è | Mattia Cattaneo       | Soudal Quick-Step      | + 36"      |
| 8è | Søren Wærenskjold     | Uno-X Mobility         | + 37"      |
| 9è | Isaac del Toro        | UAE Team Emirates XRG  | + 38"      |
| 10è | Maikel Zijlaard       | Tudor Pro Cycling Team | + 40"      |

### 3.ª etapa
| Follonica - Colfiorito | etapa de muntanya | (239 km) |

| \| Classificació de l'etapa \| Classificació de l'etapa \| Classificació de l'etapa \| Classificació de l'etapa \| Classificació de l'etapa \| \| Corredor \| Corredor \| Equip \| Temps \| \| \| ------------------------ \| ------------------------ \| ----------------------------- \| ------------------------ \| ------------------------ \| \| 1r \| Andrea Vendrame \| Decathlon-AG2R La Mondiale \| 6h 28' 25" \| \| \| 2n \| Thomas Pidcock \| Q36.5 Pro Cycling Team \| + 0" \| \| \| 3r \| Romain Grégoire \| Groupama-FDJ \| + 0" \| \| \| 4t \| Rick Pluimers \| Tudor Pro Cycling Team \| + 0" \| \| \| 5è \| Roger Adrià Oliveras \| Red Bull-Bora-Hansgrohe \| + 0" \| \| \| 6è \| Simone Velasco \| XDS Astana Team \| + 0" \| \| \| 7è \| Filippo Fiorelli \| VF Group-Bardiani CSF-Faizanè \| + 0" \| \| \| 8è \| Alexander Aranburu Deba \| Cofidis \| + 0" \| \| \| 9è \| Samuele Battistella \| EF Education-EasyPost \| + 0" \| \| \| 10è \| Filippo Ganna \| Ineos Grenadiers \| + 0" \| \| |                         |                               |            |
| |                         |                               |            |
| |                         |                               |            |
| Classificació de l'etapa |                         |                               |            |
| Corredor | Corredor                | Equip                         | Temps      |
| 1r | Andrea Vendrame         | Decathlon-AG2R La Mondiale    | 6h 28' 25" |
| 2n | Thomas Pidcock          | Q36.5 Pro Cycling Team        | + 0"       |
| 3r | Romain Grégoire         | Groupama-FDJ                  | + 0"       |
| 4t | Rick Pluimers           | Tudor Pro Cycling Team        | + 0"       |
| 5è | Roger Adrià Oliveras    | Red Bull-Bora-Hansgrohe       | + 0"       |
| 6è | Simone Velasco          | XDS Astana Team               | + 0"       |
| 7è | Filippo Fiorelli        | VF Group-Bardiani CSF-Faizanè | + 0"       |
| 8è | Alexander Aranburu Deba | Cofidis                       | + 0"       |
| 9è | Samuele Battistella     | EF Education-EasyPost         | + 0"       |
| 10è | Filippo Ganna           | Ineos Grenadiers              | + 0"       |

| \| Classificació general \| Classificació general \| Classificació general \| Classificació general \| Classificació general \| \| Corredor \| Corredor \| Equip \| Temps \| \| \| --------------------- \| --------------------- \| --------------------- \| --------------------- \| --------------------- \| \| 1r \| Filippo Ganna \| Ineos Grenadiers \| 11h 25' 55" \| \| \| 2n \| Juan Ayuso Pesquera \| UAE Team Emirates XRG \| + 22" \| \| \| 3r \| Antonio Tiberi \| Bahrain Victorious \| + 29" \| \| \| 4t \| Derek Gee \| Israel-Premier Tech \| + 34" \| \| \| 5è \| Mattia Cattaneo \| Soudal Quick-Step \| + 36" \| \| \| 6è \| Kévin Vauquelin \| Arkéa-B&B Hotels \| + 41" \| \| \| 7è \| Edward Dunbar \| Team Jayco AlUla \| + 44" \| \| \| 8è \| Laurens De Plus \| Ineos Grenadiers \| + 45" \| \| \| 9è \| Ben Healy \| EF Education-EasyPost \| + 48" \| \| \| 10è \| Romain Grégoire \| Groupama-FDJ \| + 48" \| \| |                     |                       |             |
| |                     |                       |             |
| |                     |                       |             |
| Classificació general |                     |                       |             |
| Corredor | Corredor            | Equip                 | Temps       |
| 1r | Filippo Ganna       | Ineos Grenadiers      | 11h 25' 55" |
| 2n | Juan Ayuso Pesquera | UAE Team Emirates XRG | + 22"       |
| 3r | Antonio Tiberi      | Bahrain Victorious    | + 29"       |
| 4t | Derek Gee           | Israel-Premier Tech   | + 34"       |
| 5è | Mattia Cattaneo     | Soudal Quick-Step     | + 36"       |
| 6è | Kévin Vauquelin     | Arkéa-B&B Hotels      | + 41"       |
| 7è | Edward Dunbar       | Team Jayco AlUla      | + 44"       |
| 8è | Laurens De Plus     | Ineos Grenadiers      | + 45"       |
| 9è | Ben Healy           | EF Education-EasyPost | + 48"       |
| 10è | Romain Grégoire     | Groupama-FDJ          | + 48"       |

### 4.ª etapa
| Norcia - Trasacco | etapa de mitja muntanya | (190 km) |

| \| Classificació de l'etapa \| Classificació de l'etapa \| Classificació de l'etapa \| Classificació de l'etapa \| Classificació de l'etapa \| \| Corredor \| Corredor \| Equip \| Temps \| \| \| ------------------------ \| ------------------------ \| ----------------------------- \| ------------------------ \| ------------------------ \| \| 1r \| Olav Kooij \| Team Visma \\| Lease a Bike \| 4h 48' 05" \| \| \| 2n \| Rick Pluimers \| Tudor Pro Cycling Team \| + 0" \| \| \| 3r \| Mathieu van der Poel \| Alpecin-Deceuninck \| + 0" \| \| \| 4t \| Paul Magnier \| Soudal Quick-Step \| + 0" \| \| \| 5è \| Mirco Maestri \| Team Polti VisitMalta \| + 0" \| \| \| 6è \| Andrea Vendrame \| Decathlon-AG2R La Mondiale \| + 0" \| \| \| 7è \| Filippo Ganna \| Ineos Grenadiers \| + 0" \| \| \| 8è \| Thomas Pidcock \| Q36.5 Pro Cycling Team \| + 0" \| \| \| 9è \| Giovanni Lonardi \| Team Polti VisitMalta \| + 0" \| \| \| 10è \| Filippo Fiorelli \| VF Group-Bardiani CSF-Faizanè \| + 0" \| \| |                      |                               |            |
| |                      |                               |            |
| |                      |                               |            |
| Classificació de l'etapa |                      |                               |            |
| Corredor | Corredor             | Equip                         | Temps      |
| 1r | Olav Kooij           | Team Visma \| Lease a Bike    | 4h 48' 05" |
| 2n | Rick Pluimers        | Tudor Pro Cycling Team        | + 0"       |
| 3r | Mathieu van der Poel | Alpecin-Deceuninck            | + 0"       |
| 4t | Paul Magnier         | Soudal Quick-Step             | + 0"       |
| 5è | Mirco Maestri        | Team Polti VisitMalta         | + 0"       |
| 6è | Andrea Vendrame      | Decathlon-AG2R La Mondiale    | + 0"       |
| 7è | Filippo Ganna        | Ineos Grenadiers              | + 0"       |
| 8è | Thomas Pidcock       | Q36.5 Pro Cycling Team        | + 0"       |
| 9è | Giovanni Lonardi     | Team Polti VisitMalta         | + 0"       |
| 10è | Filippo Fiorelli     | VF Group-Bardiani CSF-Faizanè | + 0"       |

| \| Classificació general \| Classificació general \| Classificació general \| Classificació general \| Classificació general \| \| Corredor \| Corredor \| Equip \| Temps \| \| \| --------------------- \| --------------------- \| --------------------- \| --------------------- \| --------------------- \| \| 1r \| Filippo Ganna \| Ineos Grenadiers \| 16h 14' 00" \| \| \| 2n \| Juan Ayuso Pesquera \| UAE Team Emirates XRG \| + 22" \| \| \| 3r \| Antonio Tiberi \| Bahrain Victorious \| + 29" \| \| \| 4t \| Derek Gee \| Israel-Premier Tech \| + 34" \| \| \| 5è \| Mattia Cattaneo \| Soudal Quick-Step \| + 36" \| \| \| 6è \| Kévin Vauquelin \| Arkéa-B&B Hotels \| + 41" \| \| \| 7è \| Edward Dunbar \| Team Jayco AlUla \| + 44" \| \| \| 8è \| Laurens De Plus \| Ineos Grenadiers \| + 45" \| \| \| 9è \| Ben Healy \| EF Education-EasyPost \| + 48" \| \| \| 10è \| Romain Grégoire \| Groupama-FDJ \| + 48" \| \| |                     |                       |             |
| |                     |                       |             |
| |                     |                       |             |
| Classificació general |                     |                       |             |
| Corredor | Corredor            | Equip                 | Temps       |
| 1r | Filippo Ganna       | Ineos Grenadiers      | 16h 14' 00" |
| 2n | Juan Ayuso Pesquera | UAE Team Emirates XRG | + 22"       |
| 3r | Antonio Tiberi      | Bahrain Victorious    | + 29"       |
| 4t | Derek Gee           | Israel-Premier Tech   | + 34"       |
| 5è | Mattia Cattaneo     | Soudal Quick-Step     | + 36"       |
| 6è | Kévin Vauquelin     | Arkéa-B&B Hotels      | + 41"       |
| 7è | Edward Dunbar       | Team Jayco AlUla      | + 44"       |
| 8è | Laurens De Plus     | Ineos Grenadiers      | + 45"       |
| 9è | Ben Healy           | EF Education-EasyPost | + 48"       |
| 10è | Romain Grégoire     | Groupama-FDJ          | + 48"       |

### 5.ª etapa
| Ascoli Piceno - Pergola | etapa de mitja muntanya | (205 km) |

| \| Classificació de l'etapa \| Classificació de l'etapa \| Classificació de l'etapa \| Classificació de l'etapa \| Classificació de l'etapa \| \| Corredor \| Corredor \| Equip \| Temps \| \| \| ------------------------ \| ----------------------------- \| ------------------------ \| ------------------------ \| ------------------------ \| \| 1r \| Fredrik Dversnes \| Uno-X Mobility \| 5h 04' 56" \| \| \| 2n \| Mathieu van der Poel \| Alpecin-Deceuninck \| + 7" \| \| \| 3r \| Roger Adrià Oliveras \| Red Bull-Bora-Hansgrohe \| + 7" \| \| \| 4t \| Giulio Ciccone \| Lidl-Trek \| + 7" \| \| \| 5è \| Alexander Aranburu Deba \| Cofidis \| + 7" \| \| \| 6è \| Thomas Pidcock \| Q36.5 Pro Cycling Team \| + 7" \| \| \| 7è \| Romain Grégoire \| Groupama-FDJ \| + 7" \| \| \| 8è \| Tobias Halland Johannessen \| Uno-X Mobility \| + 7" \| \| \| 9è \| Peio Bilbao López de Armentia \| Bahrain Victorious \| + 7" \| \| \| 10è \| Simone Velasco \| XDS Astana Team \| + 7" \| \| |                               |                         |            |
| |                               |                         |            |
| |                               |                         |            |
| Classificació de l'etapa |                               |                         |            |
| Corredor | Corredor                      | Equip                   | Temps      |
| 1r | Fredrik Dversnes              | Uno-X Mobility          | 5h 04' 56" |
| 2n | Mathieu van der Poel          | Alpecin-Deceuninck      | + 7"       |
| 3r | Roger Adrià Oliveras          | Red Bull-Bora-Hansgrohe | + 7"       |
| 4t | Giulio Ciccone                | Lidl-Trek               | + 7"       |
| 5è | Alexander Aranburu Deba       | Cofidis                 | + 7"       |
| 6è | Thomas Pidcock                | Q36.5 Pro Cycling Team  | + 7"       |
| 7è | Romain Grégoire               | Groupama-FDJ            | + 7"       |
| 8è | Tobias Halland Johannessen    | Uno-X Mobility          | + 7"       |
| 9è | Peio Bilbao López de Armentia | Bahrain Victorious      | + 7"       |
| 10è | Simone Velasco                | XDS Astana Team         | + 7"       |

| \| Classificació general \| Classificació general \| Classificació general \| Classificació general \| Classificació general \| \| Corredor \| Corredor \| Equip \| Temps \| \| \| --------------------- \| ----------------------------- \| ---------------------- \| --------------------- \| --------------------- \| \| 1r \| Filippo Ganna \| Ineos Grenadiers \| 21h 19' 03" \| \| \| 2n \| Juan Ayuso Pesquera \| UAE Team Emirates XRG \| + 22" \| \| \| 3r \| Antonio Tiberi \| Bahrain Victorious \| + 29" \| \| \| 4t \| Derek Gee \| Israel-Premier Tech \| + 34" \| \| \| 5è \| Mattia Cattaneo \| Soudal Quick-Step \| + 36" \| \| \| 6è \| Kévin Vauquelin \| Arkéa-B&B Hotels \| + 41" \| \| \| 7è \| Laurens De Plus \| Ineos Grenadiers \| + 45" \| \| \| 8è \| Romain Grégoire \| Groupama-FDJ \| + 48" \| \| \| 9è \| David de la Cruz Melgarejo \| Q36.5 Pro Cycling Team \| + 54" \| \| \| 10è \| Peio Bilbao López de Armentia \| Bahrain Victorious \| + 54" \| \| |                               |                        |             |
| |                               |                        |             |
| |                               |                        |             |
| Classificació general |                               |                        |             |
| Corredor | Corredor                      | Equip                  | Temps       |
| 1r | Filippo Ganna                 | Ineos Grenadiers       | 21h 19' 03" |
| 2n | Juan Ayuso Pesquera           | UAE Team Emirates XRG  | + 22"       |
| 3r | Antonio Tiberi                | Bahrain Victorious     | + 29"       |
| 4t | Derek Gee                     | Israel-Premier Tech    | + 34"       |
| 5è | Mattia Cattaneo               | Soudal Quick-Step      | + 36"       |
| 6è | Kévin Vauquelin               | Arkéa-B&B Hotels       | + 41"       |
| 7è | Laurens De Plus               | Ineos Grenadiers       | + 45"       |
| 8è | Romain Grégoire               | Groupama-FDJ           | + 48"       |
| 9è | David de la Cruz Melgarejo    | Q36.5 Pro Cycling Team | + 54"       |
| 10è | Peio Bilbao López de Armentia | Bahrain Victorious     | + 54"       |

### 6.ª etapa
| Cartoceto - Frontignano | etapa de muntanya | (163 km) |

| \| Classificació de l'etapa \| Classificació de l'etapa \| Classificació de l'etapa \| Classificació de l'etapa \| Classificació de l'etapa \| \| Corredor \| Corredor \| Equip \| Temps \| \| \| ------------------------ \| -------------------------- \| ------------------------ \| ------------------------ \| ------------------------ \| \| 1r \| Juan Ayuso Pesquera \| UAE Team Emirates XRG \| 4h 14' 02" \| \| \| 2n \| Thomas Pidcock \| Q36.5 Pro Cycling Team \| + 13" \| \| \| 3r \| Jai Hindley \| Red Bull-Bora-Hansgrohe \| + 13" \| \| \| 4t \| Mikel Landa Meana \| Soudal Quick-Step \| + 15" \| \| \| 5è \| Antonio Tiberi \| Bahrain Victorious \| + 20" \| \| \| 6è \| Derek Gee \| Israel-Premier Tech \| + 20" \| \| \| 7è \| Isaac del Toro \| UAE Team Emirates XRG \| + 36" \| \| \| 8è \| Ben Healy \| EF Education-EasyPost \| + 42" \| \| \| 9è \| Tobias Halland Johannessen \| Uno-X Mobility \| + 45" \| \| \| 10è \| Lorenzo Fortunato \| XDS Astana Team \| + 50" \| \| |                            |                         |            |
| |                            |                         |            |
| |                            |                         |            |
| Classificació de l'etapa |                            |                         |            |
| Corredor | Corredor                   | Equip                   | Temps      |
| 1r | Juan Ayuso Pesquera        | UAE Team Emirates XRG   | 4h 14' 02" |
| 2n | Thomas Pidcock             | Q36.5 Pro Cycling Team  | + 13"      |
| 3r | Jai Hindley                | Red Bull-Bora-Hansgrohe | + 13"      |
| 4t | Mikel Landa Meana          | Soudal Quick-Step       | + 15"      |
| 5è | Antonio Tiberi             | Bahrain Victorious      | + 20"      |
| 6è | Derek Gee                  | Israel-Premier Tech     | + 20"      |
| 7è | Isaac del Toro             | UAE Team Emirates XRG   | + 36"      |
| 8è | Ben Healy                  | EF Education-EasyPost   | + 42"      |
| 9è | Tobias Halland Johannessen | Uno-X Mobility          | + 45"      |
| 10è | Lorenzo Fortunato          | XDS Astana Team         | + 50"      |

| \| Classificació general \| Classificació general \| Classificació general \| Classificació general \| Classificació general \| \| Corredor \| Corredor \| Equip \| Temps \| \| \| --------------------- \| ----------------------------- \| ----------------------- \| --------------------- \| --------------------- \| \| 1r \| Juan Ayuso Pesquera \| UAE Team Emirates XRG \| 25h 33' 17" \| \| \| 2n \| Antonio Tiberi \| Bahrain Victorious \| + 37" \| \| \| 3r \| Filippo Ganna \| Ineos Grenadiers \| + 38" \| \| \| 4t \| Derek Gee \| Israel-Premier Tech \| + 42" \| \| \| 5è \| Jai Hindley \| Red Bull-Bora-Hansgrohe \| + 53" \| \| \| 6è \| Thomas Pidcock \| Q36.5 Pro Cycling Team \| + 56" \| \| \| 7è \| Mikel Landa Meana \| Soudal Quick-Step \| + 1' 05" \| \| \| 8è \| David de la Cruz Melgarejo \| Q36.5 Pro Cycling Team \| + 1' 32" \| \| \| 9è \| Peio Bilbao López de Armentia \| Bahrain Victorious \| + 1' 32" \| \| \| 10è \| Mattia Cattaneo \| Soudal Quick-Step \| + 1' 38" \| \| |                               |                         |             |
| |                               |                         |             |
| |                               |                         |             |
| Classificació general |                               |                         |             |
| Corredor | Corredor                      | Equip                   | Temps       |
| 1r | Juan Ayuso Pesquera           | UAE Team Emirates XRG   | 25h 33' 17" |
| 2n | Antonio Tiberi                | Bahrain Victorious      | + 37"       |
| 3r | Filippo Ganna                 | Ineos Grenadiers        | + 38"       |
| 4t | Derek Gee                     | Israel-Premier Tech     | + 42"       |
| 5è | Jai Hindley                   | Red Bull-Bora-Hansgrohe | + 53"       |
| 6è | Thomas Pidcock                | Q36.5 Pro Cycling Team  | + 56"       |
| 7è | Mikel Landa Meana             | Soudal Quick-Step       | + 1' 05"    |
| 8è | David de la Cruz Melgarejo    | Q36.5 Pro Cycling Team  | + 1' 32"    |
| 9è | Peio Bilbao López de Armentia | Bahrain Victorious      | + 1' 32"    |
| 10è | Mattia Cattaneo               | Soudal Quick-Step       | + 1' 38"    |

### 7.ª etapa
| Porto Potenza Picena - San Benedetto del Tronto | etapa plana | (147 km) |

| \| Classificació de l'etapa \| Classificació de l'etapa \| Classificació de l'etapa \| Classificació de l'etapa \| Classificació de l'etapa \| \| Corredor \| Corredor \| Equip \| Temps \| \| \| ------------------------ \| ------------------------ \| -------------------------- \| ------------------------ \| ------------------------ \| \| 1r \| Jonathan Milan \| Lidl-Trek \| 3h 08' 07" \| \| \| 2n \| Sam Bennett \| Decathlon-AG2R La Mondiale \| + 0" \| \| \| 3r \| Olav Kooij \| Team Visma \\| Lease a Bike \| + 0" \| \| \| 4t \| Jake Stewart \| Israel-Premier Tech \| + 0" \| \| \| 5è \| Paul Penhoët \| Groupama-FDJ \| + 0" \| \| \| 6è \| Giovanni Lonardi \| Team Polti VisitMalta \| + 0" \| \| \| 7è \| Maikel Zijlaard \| Tudor Pro Cycling Team \| + 0" \| \| \| 8è \| Natnael Tesfatsion \| Movistar Team \| + 0" \| \| \| 9è \| Casper van Uden \| Team Picnic-PostNL \| + 0" \| \| \| 10è \| Clément Venturini \| Arkéa-B&B Hotels \| + 0" \| \| |                    |                            |            |
| |                    |                            |            |
| |                    |                            |            |
| Classificació de l'etapa |                    |                            |            |
| Corredor | Corredor           | Equip                      | Temps      |
| 1r | Jonathan Milan     | Lidl-Trek                  | 3h 08' 07" |
| 2n | Sam Bennett        | Decathlon-AG2R La Mondiale | + 0"       |
| 3r | Olav Kooij         | Team Visma \| Lease a Bike | + 0"       |
| 4t | Jake Stewart       | Israel-Premier Tech        | + 0"       |
| 5è | Paul Penhoët       | Groupama-FDJ               | + 0"       |
| 6è | Giovanni Lonardi   | Team Polti VisitMalta      | + 0"       |
| 7è | Maikel Zijlaard    | Tudor Pro Cycling Team     | + 0"       |
| 8è | Natnael Tesfatsion | Movistar Team              | + 0"       |
| 9è | Casper van Uden    | Team Picnic-PostNL         | + 0"       |
| 10è | Clément Venturini  | Arkéa-B&B Hotels           | + 0"       |

## Classificacions finals
- Les classificacions van finalitzar de la següent forma:[5]

### Classificació general
| \| Classificació general \| Classificació general \| Classificació general \| Classificació general \| Classificació general \| \| Corredor \| Corredor \| Equip \| Temps \| \| \| --------------------- \| ----------------------------- \| -------------------------- \| --------------------- \| --------------------- \| \| 1r \| Juan Ayuso Pesquera \| UAE Team Emirates XRG \| 28h 41' 24" \| \| \| 2n \| Filippo Ganna \| Ineos Grenadiers \| + 35" \| \| \| 3r \| Antonio Tiberi \| Bahrain Victorious \| + 36" \| \| \| 4t \| Derek Gee \| Israel-Premier Tech \| + 42" \| \| \| 5è \| Jai Hindley \| Red Bull-Bora-Hansgrohe \| + 53" \| \| \| 6è \| Thomas Pidcock \| Q36.5 Pro Cycling Team \| + 56" \| \| \| 7è \| Mikel Landa Meana \| Soudal Quick-Step \| + 1' 05" \| \| \| 8è \| David de la Cruz Melgarejo \| Q36.5 Pro Cycling Team \| + 1' 32" \| \| \| 9è \| Peio Bilbao López de Armentia \| Bahrain Victorious \| + 1' 32" \| \| \| 10è \| Mattia Cattaneo \| Soudal Quick-Step \| + 1' 38" \| \| \| 11è \| Tobias Halland Johannessen \| Uno-X Mobility \| + 1' 46" \| \| \| 12è \| Kévin Vauquelin \| Arkéa-B&B Hotels \| + 1' 52" \| \| \| 13è \| Giulio Ciccone \| Lidl-Trek \| + 1' 58" \| \| \| 14è \| Simon Yates \| Team Visma \\| Lease a Bike \| + 2' 04" \| \| \| 15è \| Romain Grégoire \| Groupama-FDJ \| + 2' 05" \| \| |                               |                            |             |
| |                               |                            |             |
| Font: ProCyclingStats |                               |                            |             |
| Classificació general |                               |                            |             |
| Corredor | Corredor                      | Equip                      | Temps       |
| 1r | Juan Ayuso Pesquera           | UAE Team Emirates XRG      | 28h 41' 24" |
| 2n | Filippo Ganna                 | Ineos Grenadiers           | + 35"       |
| 3r | Antonio Tiberi                | Bahrain Victorious         | + 36"       |
| 4t | Derek Gee                     | Israel-Premier Tech        | + 42"       |
| 5è | Jai Hindley                   | Red Bull-Bora-Hansgrohe    | + 53"       |
| 6è | Thomas Pidcock                | Q36.5 Pro Cycling Team     | + 56"       |
| 7è | Mikel Landa Meana             | Soudal Quick-Step          | + 1' 05"    |
| 8è | David de la Cruz Melgarejo    | Q36.5 Pro Cycling Team     | + 1' 32"    |
| 9è | Peio Bilbao López de Armentia | Bahrain Victorious         | + 1' 32"    |
| 10è | Mattia Cattaneo               | Soudal Quick-Step          | + 1' 38"    |
| 11è | Tobias Halland Johannessen    | Uno-X Mobility             | + 1' 46"    |
| 12è | Kévin Vauquelin               | Arkéa-B&B Hotels           | + 1' 52"    |
| 13è | Giulio Ciccone                | Lidl-Trek                  | + 1' 58"    |
| 14è | Simon Yates                   | Team Visma \| Lease a Bike | + 2' 04"    |
| 15è | Romain Grégoire               | Groupama-FDJ               | + 2' 05"    |

### Classificació dels punts
| Classificació per punts | Classificació per punts | Classificació per punts    | Classificació per punts | Classificació per punts |
| Corredor                | Corredor                | Equip                      | Punts                   |                         |
| ----------------------- | ----------------------- | -------------------------- | ----------------------- | ----------------------- |
| 1r                      | Jonathan Milan          | Lidl-Trek                  | 41 pts                  |                         |
| 2n                      | Thomas Pidcock          | Q36.5 Pro Cycling Team     | 28 pts                  |                         |
| 3r                      | Olav Kooij              | Team Visma \| Lease a Bike | 27 pts                  |                         |
| 4t                      | Juan Ayuso Pesquera     | UAE Team Emirates XRG      | 24 pts                  |                         |
| 5è                      | Filippo Ganna           | Ineos Grenadiers           | 22 pts                  |                         |
| 6è                      | Andrea Vendrame         | Decathlon-AG2R La Mondiale | 22 pts                  |                         |
| 7è                      | Mathieu van der Poel    | Alpecin-Deceuninck         | 18 pts                  |                         |
| 8è                      | Rick Pluimers           | Tudor Pro Cycling Team     | 17 pts                  |                         |
| 9è                      | Antonio Tiberi          | Bahrain Victorious         | 15 pts                  |                         |
| 10è                     | Roger Adrià Oliveras    | Red Bull-Bora-Hansgrohe    | 15 pts                  |                         |

### Classificació de la muntanya
| Classificació de la muntanya | Classificació de la muntanya | Classificació de la muntanya  | Classificació de la muntanya | Classificació de la muntanya |
| Corredor                     | Corredor                     | Equip                         | Punts                        |                              |
| ---------------------------- | ---------------------------- | ----------------------------- | ---------------------------- | ---------------------------- |
| 1r                           | Manuele Tarozzi              | VF Group-Bardiani CSF-Faizanè | 32 pts                       |                              |
| 2n                           | Juan Ayuso Pesquera          | UAE Team Emirates XRG         | 20 pts                       |                              |
| 3r                           | Thomas Pidcock               | Q36.5 Pro Cycling Team        | 13 pts                       |                              |
| 4t                           | Davide Bais                  | Team Polti VisitMalta         | 11 pts                       |                              |
| 5è                           | Richard Carapaz Montenegro   | EF Education-EasyPost         | 10 pts                       |                              |
| 6è                           | Fredrik Dversnes             | Uno-X Mobility                | 8 pts                        |                              |
| 7è                           | Derek Gee                    | Israel-Premier Tech           | 7 pts                        |                              |
| 8è                           | Jai Hindley                  | Red Bull-Bora-Hansgrohe       | 7 pts                        |                              |
| 9è                           | Ben Healy                    | EF Education-EasyPost         | 7 pts                        |                              |
| 10è                          | Brandon Rivera               | Ineos Grenadiers              | 5 pts                        |                              |

### Classificació dels joves
| Classificació del millor jove | Classificació del millor jove | Classificació del millor jove | Classificació del millor jove | Classificació del millor jove |
| Corredor                      | Corredor                      | Equip                         | Temps                         |                               |
| ----------------------------- | ----------------------------- | ----------------------------- | ----------------------------- | ----------------------------- |
| 1r                            | Juan Ayuso Pesquera           | UAE Team Emirates XRG         | 28h 41' 24"                   |                               |
| 2n                            | Antonio Tiberi                | Bahrain Victorious            | + 36"                         |                               |
| 3r                            | Kévin Vauquelin               | Arkéa-B&B Hotels              | + 1' 52"                      |                               |
| 4t                            | Romain Grégoire               | Groupama-FDJ                  | + 2' 05"                      |                               |
| 5è                            | Davide Piganzoli              | Team Polti VisitMalta         | + 2' 11"                      |                               |
| 6è                            | Isaac del Toro                | UAE Team Emirates XRG         | + 2' 13"                      |                               |
| 7è                            | Alessandro Pinarello          | VF Group-Bardiani CSF-Faizanè | + 2' 41"                      |                               |
| 8è                            | Ben Healy                     | EF Education-EasyPost         | + 2' 54"                      |                               |
| 9è                            | Florian Samuel Kajamini       | XDS Astana Team               | + 3' 26"                      |                               |
| 10è                           | Johannes Staune-Mittet        | Decathlon-AG2R La Mondiale    | + 5' 25"                      |                               |

### Classificació per equips
| Classificació per equips | Classificació per equips | Classificació per equips | Classificació per equips |
| Equip                    | Equip                    | Temps                    |                          |
| ------------------------ | ------------------------ | ------------------------ | ------------------------ |

## Evolució de les classificacions
| Etapa    |                           | Vencedor _          | Classificació general | Punts          | Muntanya        | Joves               | Equip _               |
| -------- | ------------------------- | ------------------- | --------------------- | -------------- | --------------- | ------------------- | --------------------- |
| 1a etapa | contrarellotge individual | Filippo Ganna       | Filippo Ganna         | Filippo Ganna  | no atribuïda    | Juan Ayuso Pesquera | Ineos Grenadiers      |
| 2a etapa | etapa plana               | Jonathan Milan      | Filippo Ganna         | Jonathan Milan | Davide Bais     | Jonathan Milan      | Ineos Grenadiers      |
| 3a etapa | etapa de muntanya         | Andrea Vendrame     | Filippo Ganna         | Jonathan Milan | Manuele Tarozzi | Juan Ayuso Pesquera | UAE Team Emirates XRG |
| 4a etapa | etapa de mitja muntanya   | Olav Kooij          | Filippo Ganna         | Jonathan Milan | Manuele Tarozzi | Juan Ayuso Pesquera | UAE Team Emirates XRG |
| 5a etapa | etapa de mitja muntanya   | Fredrik Dversnes    | Filippo Ganna         | Jonathan Milan | Manuele Tarozzi | Juan Ayuso Pesquera | UAE Team Emirates XRG |
| 6a etapa | etapa de muntanya         | Juan Ayuso Pesquera | Juan Ayuso Pesquera   | Thomas Pidcock | Manuele Tarozzi | Juan Ayuso Pesquera | UAE Team Emirates XRG |
| 7a etapa | etapa plana               | Jonathan Milan      | Juan Ayuso Pesquera   | Jonathan Milan | Manuele Tarozzi | Juan Ayuso Pesquera | UAE Team Emirates XRG |
| Final    | Final                     |                     | Juan Ayuso Pesquera   | Jonathan Milan | Manuele Tarozzi | Juan Ayuso Pesquera | UAE Team Emirates XRG |

## Ciclistes participants i posicions finals
| Alpecin-Deceuninck ADC                                  | Alpecin-Deceuninck ADC      | Alpecin-Deceuninck ADC |
| ------------------------------------------------------- | --------------------------- | ---------------------- |
| Núm                                                     | Ciclista                    | Pos                    |
| 1                                                       | Mathieu van der Poel (NED)  | 50è                    |
| 2                                                       | Sam Gaze (NZL)              | 115è                   |
| 3                                                       | Robbe Ghys (BEL)            | NP-3                   |
| 4                                                       | Gal Glivar (SLO)            | 74è                    |
| 5                                                       | Xandro Meurisse (BEL)       | 114è                   |
| 6                                                       | Johan Price-Pejtersen (DEN) | DNF-5                  |
| 7                                                       | Gianni Vermeersch (BEL)     | 54è                    |
| Director esportiu: Gianni Meersman, Christoph Roodhooft |                             |                        |

| Arkéa-B&B Hotels ARK                          | Arkéa-B&B Hotels ARK            | Arkéa-B&B Hotels ARK |
| --------------------------------------------- | ------------------------------- | -------------------- |
| Núm                                           | Ciclista                        | Pos                  |
| 11                                            | Amaury Capiot (BEL)             | 127è                 |
| 12                                            | Anthony Delaplace (FRA)         | 73è                  |
| 13                                            | Mathis Le Berre (FRA)           | 107è                 |
| 14                                            | Cristián Rodríguez Martín (ESP) | 47è                  |
| 15                                            | Kévin Vauquelin (FRA)           | 12è                  |
| 16                                            | Clément Venturini (FRA)         | 80è                  |
| 17                                            | Alessandro Verre (ITA)          | DNF-5                |
| Director esportiu: Yvon Ledanois, Didier Rous |                                 |                      |

| Bahrain Victorious TBV                                | Bahrain Victorious TBV              | Bahrain Victorious TBV |
| ----------------------------------------------------- | ----------------------------------- | ---------------------- |
| Núm                                                   | Ciclista                            | Pos                    |
| 21                                                    | Antonio Tiberi (ITA)                | 3r                     |
| 22                                                    | Peio Bilbao López de Armentia (ESP) | 9è                     |
| 23                                                    | Damiano Caruso (ITA)                | 66è                    |
| 24                                                    | Afonso Eulálio (POR)                | DNF-5                  |
| 25                                                    | Fran Miholjević (CRO)               | 120è                   |
| 26                                                    | Andrea Pasqualon (ITA)              | 123è                   |
| 27                                                    | Robert Stannard (AUS)               | 89è                    |
| Director esportiu: Gorazd Štangelj, Franco Pellizotti |                                     |                        |

| Cofidis COF                                                    | Cofidis COF                          | Cofidis COF |
| -------------------------------------------------------------- | ------------------------------------ | ----------- |
| Núm                                                            | Ciclista                             | Pos         |
| 31                                                             | Ion Izagirre Insausti (ESP)          | 28è         |
| 32                                                             | Alexander Aranburu Deba (ESP) (ruta) | 29è         |
| 33                                                             | Bryan Coquard (FRA)                  | 129è        |
| 34                                                             | Valentin Ferron (FRA)                | 132è        |
| 35                                                             | Jan Maas (NED)                       | 95è         |
| 36                                                             | Paul Ourselin (FRA)                  | 70è         |
| 37                                                             | Benjamin Thomas (FRA)                | 71è         |
| Director esportiu: Roberto Damiani, Bingen Fernández Bustintza |                                      |             |

| Decathlon-AG2R La Mondiale DAT                 | Decathlon-AG2R La Mondiale DAT | Decathlon-AG2R La Mondiale DAT |
| ---------------------------------------------- | ------------------------------ | ------------------------------ |
| Núm                                            | Ciclista                       | Pos                            |
| 41                                             | Johannes Staune-Mittet (NOR)   | 36è                            |
| 42                                             | Sam Bennett (IRL)              | 136è                           |
| 43                                             | Dries De Bondt (BEL)           | 86è                            |
| 44                                             | Dorian Godon (FRA)             | 100è                           |
| 45                                             | Tord Gudmestad (NOR)           | 124è                           |
| 46                                             | Nicolas Prodhomme (FRA)        | 37è                            |
| 47                                             | Andrea Vendrame (ITA)          | 31è                            |
| Director esportiu: Luke Roberts, Didier Jannel |                                |                                |

| EF Education-EasyPost EFE                                      | EF Education-EasyPost EFE               | EF Education-EasyPost EFE |
| -------------------------------------------------------------- | --------------------------------------- | ------------------------- |
| Núm                                                            | Ciclista                                | Pos                       |
| 51                                                             | Richard Carapaz Montenegro (ECU)        | 18è                       |
| 52                                                             | Ben Healy (IRL)                         | 24è                       |
| 53                                                             | Samuele Battistella (ITA)               | 93è                       |
| 54                                                             | Esteban Chaves Rubio (COL)              | 40è                       |
| 55                                                             | Rui Alberto Faria da Costa (POR) (ruta) | DNF-5                     |
| 56                                                             | James Shaw (GBR)                        | NP-1                      |
| 57                                                             | Michael Valgren Andersen (DEN)          | DNF-2                     |
| Director esportiu: Juan Manuel Gárate Cepa, Tejay van Garderen |                                         |                           |

| Groupama-FDJ GFC                                    | Groupama-FDJ GFC       | Groupama-FDJ GFC |
| --------------------------------------------------- | ---------------------- | ---------------- |
| Núm                                                 | Ciclista               | Pos              |
| 61                                                  | David Gaudu (FRA)      | DNF-2            |
| 62                                                  | Lorenzo Germani (ITA)  | 65è              |
| 63                                                  | Romain Grégoire (FRA)  | 15è              |
| 64                                                  | Valentin Madouas (FRA) | 35è              |
| 65                                                  | Quentin Pacher (FRA)   | 39è              |
| 66                                                  | Paul Penhoët (FRA)     | 101è             |
| 67                                                  | Clément Russo (FRA)    | 105è             |
| Director esportiu: Thierry Bricaud, Jussi Veikkanen |                        |                  |

| Ineos Grenadiers IGD                              | Ineos Grenadiers IGD     | Ineos Grenadiers IGD |
| ------------------------------------------------- | ------------------------ | -------------------- |
| Núm                                               | Ciclista                 | Pos                  |
| 71                                                | Filippo Ganna (ITA)      | 2n                   |
| 72                                                | Laurens De Plus (BEL)    | 46è                  |
| 73                                                | Lucas Hamilton (AUS)     | 116è                 |
| 74                                                | Michał Kwiatkowski (POL) | DNF-5                |
| 75                                                | Salvatore Puccio (ITA)   | DNF-7                |
| 76                                                | Brandon Rivera (COL)     | 41è                  |
| 77                                                | Connor Swift (GBR)       | 77è                  |
| Director esportiu: Zakkari Dempster, Ian Stannard |                          |                      |

| Intermarché-Wanty IWA                         | Intermarché-Wanty IWA   | Intermarché-Wanty IWA |
| --------------------------------------------- | ----------------------- | --------------------- |
| Núm                                           | Ciclista                | Pos                   |
| 81                                            | Kamiel Bonneu (BEL)     | 98è                   |
| 82                                            | Vito Braet (BEL)        | DNF-6                 |
| 83                                            | Francesco Busatto (ITA) | 58è                   |
| 84                                            | Kevin Colleoni (ITA)    | 81è                   |
| 85                                            | Tom Paquot (BEL)        | DNF-2                 |
| 86                                            | Louis Barré (FRA)       | NP-1                  |
| 87                                            | Jonas Rutsch (GER)      | 43è                   |
| Director esportiu: Aike Visbeek, Bart Wellens |                         |                       |

| Israel-Premier Tech IPT                         | Israel-Premier Tech IPT | Israel-Premier Tech IPT |
| ----------------------------------------------- | ----------------------- | ----------------------- |
| Núm                                             | Ciclista                | Pos                     |
| 91                                              | Derek Gee (CAN)         | 4t                      |
| 92                                              | Pascal Ackermann (GER)  | DNF-3                   |
| 93                                              | Marco Frigo (ITA)       | 76è                     |
| 94                                              | Jakob Fuglsang (DEN)    | 84è                     |
| 95                                              | Hugo Houle (CAN)        | DNF-3                   |
| 96                                              | Nadav Raisberg (ISR)    | 128è                    |
| 97                                              | Jake Stewart (GBR)      | 118è                    |
| Director esportiu: Sam Bewley, Francesco Frassi |                         |                         |

| Lidl-Trek LTK                                  | Lidl-Trek LTK                        | Lidl-Trek LTK |
| ---------------------------------------------- | ------------------------------------ | ------------- |
| Núm                                            | Ciclista                             | Pos           |
| 101                                            | Giulio Ciccone (ITA)                 | 13è           |
| 102                                            | Simone Consonni (ITA)                | DNF-5         |
| 103                                            | Amanuel Gebrezgabihier (ERI) (crono) | 112è          |
| 104                                            | Jonathan Milan (ITA)                 | 135è          |
| 105                                            | Toms Skujiņš (LAT)                   | 104è          |
| 106                                            | Jasper Stuyven (BEL)                 | 44è           |
| 107                                            | Edward Theuns (BEL)                  | 130è          |
| Director esportiu: Grégory Rast, Adriano Baffi |                                      |               |

| Movistar Team MOV                      | Movistar Team MOV               | Movistar Team MOV |
| -------------------------------------- | ------------------------------- | ----------------- |
| Núm                                    | Ciclista                        | Pos               |
| 111                                    | Nairo Quintana Rojas (COL)      | 32è               |
| 112                                    | Jorge Arcas (ESP)               | 67è               |
| 113                                    | Orluis Aular Sanabria (VEN)     | 52è               |
| 114                                    | Davide Formolo (ITA)            | 51è               |
| 115                                    | Einer Rubio (COL)               | 20è               |
| 116                                    | Pelayo Sánchez Mayo (ESP)       | DNF-6             |
| 117                                    | Natnael Tesfatsion (ERI) (ruta) | 99è               |
| Director esportiu: Maximilian Sciandri |                                 |                   |

| Q36.5 Pro Cycling Team Q36                            | Q36.5 Pro Cycling Team Q36               | Q36.5 Pro Cycling Team Q36 |
| ----------------------------------------------------- | ---------------------------------------- | -------------------------- |
| Núm                                                   | Ciclista                                 | Pos                        |
| 121                                                   | Thomas Pidcock (GBR)                     | 6è                         |
| 122                                                   | Xabier Mikel Azparren (ESP)              | NP-3                       |
| 123                                                   | Gianluca Brambilla (ITA)                 | DNF-5                      |
| 124                                                   | David de la Cruz Melgarejo (ESP) (crono) | 8è                         |
| 125                                                   | Damien Howson (AUS)                      | 119è                       |
| 126                                                   | Mark Donovan (GBR)                       | 53è                        |
| 127                                                   | Nickolas Zukowsky (CAN)                  | DNF-7                      |
| Director esportiu: Gabriele Missaglia, Àlex Sans Vega |                                          |                            |

| Red Bull-Bora-Hansgrohe RBH                         | Red Bull-Bora-Hansgrohe RBH | Red Bull-Bora-Hansgrohe RBH |
| --------------------------------------------------- | --------------------------- | --------------------------- |
| Núm                                                 | Ciclista                    | Pos                         |
| 131                                                 | Jai Hindley (AUS)           | 5è                          |
| 132                                                 | Roger Adrià Oliveras (ESP)  | 48è                         |
| 133                                                 | Jonas Koch (GER)            | 94è                         |
| 134                                                 | Filip Maciejuk (POL)        | 83è                         |
| 135                                                 | Gianni Moscon (ITA)         | 62è                         |
| 136                                                 | Anton Palzer (GER)          | NP-3                        |
| 137                                                 | Tim Van Dijke (NED)         | 82è                         |
| Director esportiu: Enrico Gasparotto, Roger Hammond |                             |                             |

| Soudal Quick-Step SOQ                               | Soudal Quick-Step SOQ        | Soudal Quick-Step SOQ |
| --------------------------------------------------- | ---------------------------- | --------------------- |
| Núm                                                 | Ciclista                     | Pos                   |
| 141                                                 | Mikel Landa Meana (ESP)      | 7è                    |
| 142                                                 | Mattia Cattaneo (ITA)        | 10è                   |
| 143                                                 | Josef Černý (CZE)            | 117è                  |
| 144                                                 | Paul Magnier (FRA)           | 91è                   |
| 145                                                 | Valentin Paret-Peintre (FRA) | 38è                   |
| 146                                                 | Casper Pedersen (DEN)        | 90è                   |
| 147                                                 | Pepijn Reinderink (NED)      | 111è                  |
| Director esportiu: Davide Bramati, Wilfried Peeters |                              |                       |

| Team Jayco AlUla JAY                             | Team Jayco AlUla JAY           | Team Jayco AlUla JAY |
| ------------------------------------------------ | ------------------------------ | -------------------- |
| Núm                                              | Ciclista                       | Pos                  |
| 151                                              | Filippo Zana (ITA)             | 25è                  |
| 152                                              | Edward Dunbar (IRL) (crono)    | DNF-5                |
| 153                                              | Patrick Gamper (AUT)           | 125è                 |
| 154                                              | Dylan Groenewegen (NED) (ruta) | 137è                 |
| 155                                              | Luka Mezgec (SLO)              | 126è                 |
| 156                                              | Elmar Reinders (NED)           | 133è                 |
| 157                                              | Jasha Sütterlin (GER)          | 75è                  |
| Director esportiu: Valerio Piva, Steven Cummings |                                |                      |

| Team Picnic-PostNL TPP                          | Team Picnic-PostNL TPP | Team Picnic-PostNL TPP |
| ----------------------------------------------- | ---------------------- | ---------------------- |
| Núm                                             | Ciclista               | Pos                    |
| 161                                             | Chris Hamilton (AUS)   | 34è                    |
| 162                                             | Bjoern Koerdt (GBR)    | DNF-7                  |
| 163                                             | Gijs Leemreize (NED)   | 49è                    |
| 164                                             | Enzo Leijnse (NED)     | 102è                   |
| 165                                             | Niklas Märkl (GER)     | 122è                   |
| 166                                             | Casper van Uden (NED)  | 85è                    |
| 167                                             | Bram Welten (NED)      | NP-6                   |
| Director esportiu: Matthew Winston, Philip West |                        |                        |

| Team Polti VisitMalta PTV                           | Team Polti VisitMalta PTV   | Team Polti VisitMalta PTV |
| --------------------------------------------------- | --------------------------- | ------------------------- |
| Núm                                                 | Ciclista                    | Pos                       |
| 171                                                 | Davide Piganzoli (ITA)      | 17è                       |
| 172                                                 | Davide Bais (ITA)           | 108è                      |
| 173                                                 | Giovanni Lonardi (ITA)      | 106è                      |
| 174                                                 | Mirco Maestri (ITA)         | 59è                       |
| 175                                                 | Francisco Muñoz Llana (ESP) | 92è                       |
| 176                                                 | Andrea Pietrobon (ITA)      | 109è                      |
| 177                                                 | Alessandro Tonelli (ITA)    | 61è                       |
| Director esportiu: Stefano Zanatta, Giovanni Ellena |                             |                           |

| Team Visma \| Lease a Bike TVL                    | Team Visma \| Lease a Bike TVL | Team Visma \| Lease a Bike TVL |
| ------------------------------------------------- | ------------------------------ | ------------------------------ |
| Núm                                               | Ciclista                       | Pos                            |
| 181                                               | Simon Yates (GBR)              | 14è                            |
| 182                                               | Olav Kooij (NED)               | 96è                            |
| 183                                               | Steven Kruijswijk (NED)        | 69è                            |
| 184                                               | Daniel McLay (GBR)             | 131è                           |
| 185                                               | Cian Uijtdebroeks (BEL)        | DNF-7                          |
| 186                                               | Attila Valter (HUN) (ruta)     | 56è                            |
| 187                                               | Dylan van Baarle (NED)         | 88è                            |
| Director esportiu: Maarten Wynants, Jesper Mørkøv |                                |                                |

| Tudor Pro Cycling Team TUD                       | Tudor Pro Cycling Team TUD | Tudor Pro Cycling Team TUD |
| ------------------------------------------------ | -------------------------- | -------------------------- |
| Núm                                              | Ciclista                   | Pos                        |
| 191                                              | Marc Hirschi (SUI)         | 23è                        |
| 192                                              | Alexander Krieger (GER)    | 134è                       |
| 193                                              | Rick Pluimers (NED)        | 55è                        |
| 194                                              | Florian Stork (GER)        | 79è                        |
| 195                                              | Lawrence Warbasse (USA)    | 68è                        |
| 196                                              | Hannes Wilksch (GER)       | 57è                        |
| 197                                              | Maikel Zijlaard (NED)      | 121è                       |
| Director esportiu: Matteo Tosatto, Claudio Cozzi |                            |                            |

| UAE Team Emirates XRG UAD                                           | UAE Team Emirates XRG UAD         | UAE Team Emirates XRG UAD |
| ------------------------------------------------------------------- | --------------------------------- | ------------------------- |
| Núm                                                                 | Ciclista                          | Pos                       |
| 201                                                                 | Juan Ayuso Pesquera (ESP)         | 1r                        |
| 202                                                                 | Rui Oliveira (POR)                | DNF-7                     |
| 203                                                                 | Isaac del Toro (MEX)              | 19è                       |
| 204                                                                 | Felix Großschartner (AUT) (crono) | 60è                       |
| 205                                                                 | Rafał Majka (POL)                 | 72è                       |
| 206                                                                 | Domen Novak (SLO) (ruta)          | DNF-7                     |
| 207                                                                 | Adam Yates (GBR)                  | 16è                       |
| Director esportiu: Fabrizio Guidi, Manuele Mori, Tomás Gil Martínez |                                   |                           |

| Uno-X Mobility UXM                                     | Uno-X Mobility UXM               | Uno-X Mobility UXM |
| ------------------------------------------------------ | -------------------------------- | ------------------ |
| Núm                                                    | Ciclista                         | Pos                |
| 211                                                    | Magnus Cort Nielsen (DEN)        | 110è               |
| 212                                                    | Fredrik Dversnes (NOR)           | 45è                |
| 213                                                    | Ådne Holter (NOR)                | 103è               |
| 214                                                    | Anders Halland Johannessen (NOR) | 78è                |
| 215                                                    | Tobias Halland Johannessen (NOR) | 11è                |
| 216                                                    | William Blume Levy (DEN)         | 97è                |
| 217                                                    | Søren Wærenskjold (NOR) (crono)  | 138è               |
| Director esportiu: Gabriel Rasch, Emil Nygaard Vinjebo |                                  |                    |

| VF Group-Bardiani CSF-Faizanè VBF                       | VF Group-Bardiani CSF-Faizanè VBF | VF Group-Bardiani CSF-Faizanè VBF |
| ------------------------------------------------------- | --------------------------------- | --------------------------------- |
| Núm                                                     | Ciclista                          | Pos                               |
| 221                                                     | Manuele Tarozzi (ITA)             | 63è                               |
| 222                                                     | Lorenzo Conforti (ITA)            | DNF-4                             |
| 223                                                     | Luca Covili (ITA)                 | 42è                               |
| 224                                                     | Filippo Fiorelli (ITA)            | 30è                               |
| 225                                                     | Alessandro Pinarello (ITA)        | 22è                               |
| 226                                                     | Matteo Scalco (ITA)               | 64è                               |
| 227                                                     | Enrico Zanoncello (ITA)           | 113è                              |
| Director esportiu: Roberto Reverberi, Alessandro Donati |                                   |                                   |

| XDS Astana Team XAT                               | XDS Astana Team XAT           | XDS Astana Team XAT |
| ------------------------------------------------- | ----------------------------- | ------------------- |
| Núm                                               | Ciclista                      | Pos                 |
| 231                                               | Alberto Bettiol (ITA) (ruta)  | NP-3                |
| 232                                               | Nicola Conci (ITA)            | 33è                 |
| 233                                               | Lorenzo Fortunato (ITA)       | 21è                 |
| 234                                               | Florian Samuel Kajamini (ITA) | 27è                 |
| 235                                               | Wout Poels (NED)              | DNF-5               |
| 236                                               | Davide Toneatti (ITA)         | 87è                 |
| 237                                               | Simone Velasco (ITA)          | 26è                 |
| Director esportiu: Aleksandr Xefer, Dario Cataldo |                               |                     |

| Alpecin-Deceuninck ADC                                  | Alpecin-Deceuninck ADC      | Alpecin-Deceuninck ADC |
| ------------------------------------------------------- | --------------------------- | ---------------------- |
| Núm                                                     | Ciclista                    | Pos                    |
| 1                                                       | Mathieu van der Poel (NED)  | 50è                    |
| 2                                                       | Sam Gaze (NZL)              | 115è                   |
| 3                                                       | Robbe Ghys (BEL)            | NP-3                   |
| 4                                                       | Gal Glivar (SLO)            | 74è                    |
| 5                                                       | Xandro Meurisse (BEL)       | 114è                   |
| 6                                                       | Johan Price-Pejtersen (DEN) | DNF-5                  |
| 7                                                       | Gianni Vermeersch (BEL)     | 54è                    |
| Director esportiu: Gianni Meersman, Christoph Roodhooft |                             |                        |

| Arkéa-B&B Hotels ARK                          | Arkéa-B&B Hotels ARK            | Arkéa-B&B Hotels ARK |
| --------------------------------------------- | ------------------------------- | -------------------- |
| Núm                                           | Ciclista                        | Pos                  |
| 11                                            | Amaury Capiot (BEL)             | 127è                 |
| 12                                            | Anthony Delaplace (FRA)         | 73è                  |
| 13                                            | Mathis Le Berre (FRA)           | 107è                 |
| 14                                            | Cristián Rodríguez Martín (ESP) | 47è                  |
| 15                                            | Kévin Vauquelin (FRA)           | 12è                  |
| 16                                            | Clément Venturini (FRA)         | 80è                  |
| 17                                            | Alessandro Verre (ITA)          | DNF-5                |
| Director esportiu: Yvon Ledanois, Didier Rous |                                 |                      |

| Bahrain Victorious TBV                                | Bahrain Victorious TBV              | Bahrain Victorious TBV |
| ----------------------------------------------------- | ----------------------------------- | ---------------------- |
| Núm                                                   | Ciclista                            | Pos                    |
| 21                                                    | Antonio Tiberi (ITA)                | 3r                     |
| 22                                                    | Peio Bilbao López de Armentia (ESP) | 9è                     |
| 23                                                    | Damiano Caruso (ITA)                | 66è                    |
| 24                                                    | Afonso Eulálio (POR)                | DNF-5                  |
| 25                                                    | Fran Miholjević (CRO)               | 120è                   |
| 26                                                    | Andrea Pasqualon (ITA)              | 123è                   |
| 27                                                    | Robert Stannard (AUS)               | 89è                    |
| Director esportiu: Gorazd Štangelj, Franco Pellizotti |                                     |                        |

| Cofidis COF                                                    | Cofidis COF                          | Cofidis COF |
| -------------------------------------------------------------- | ------------------------------------ | ----------- |
| Núm                                                            | Ciclista                             | Pos         |
| 31                                                             | Ion Izagirre Insausti (ESP)          | 28è         |
| 32                                                             | Alexander Aranburu Deba (ESP) (ruta) | 29è         |
| 33                                                             | Bryan Coquard (FRA)                  | 129è        |
| 34                                                             | Valentin Ferron (FRA)                | 132è        |
| 35                                                             | Jan Maas (NED)                       | 95è         |
| 36                                                             | Paul Ourselin (FRA)                  | 70è         |
| 37                                                             | Benjamin Thomas (FRA)                | 71è         |
| Director esportiu: Roberto Damiani, Bingen Fernández Bustintza |                                      |             |

| Decathlon-AG2R La Mondiale DAT                 | Decathlon-AG2R La Mondiale DAT | Decathlon-AG2R La Mondiale DAT |
| ---------------------------------------------- | ------------------------------ | ------------------------------ |
| Núm                                            | Ciclista                       | Pos                            |
| 41                                             | Johannes Staune-Mittet (NOR)   | 36è                            |
| 42                                             | Sam Bennett (IRL)              | 136è                           |
| 43                                             | Dries De Bondt (BEL)           | 86è                            |
| 44                                             | Dorian Godon (FRA)             | 100è                           |
| 45                                             | Tord Gudmestad (NOR)           | 124è                           |
| 46                                             | Nicolas Prodhomme (FRA)        | 37è                            |
| 47                                             | Andrea Vendrame (ITA)          | 31è                            |
| Director esportiu: Luke Roberts, Didier Jannel |                                |                                |

| EF Education-EasyPost EFE                                      | EF Education-EasyPost EFE               | EF Education-EasyPost EFE |
| -------------------------------------------------------------- | --------------------------------------- | ------------------------- |
| Núm                                                            | Ciclista                                | Pos                       |
| 51                                                             | Richard Carapaz Montenegro (ECU)        | 18è                       |
| 52                                                             | Ben Healy (IRL)                         | 24è                       |
| 53                                                             | Samuele Battistella (ITA)               | 93è                       |
| 54                                                             | Esteban Chaves Rubio (COL)              | 40è                       |
| 55                                                             | Rui Alberto Faria da Costa (POR) (ruta) | DNF-5                     |
| 56                                                             | James Shaw (GBR)                        | NP-1                      |
| 57                                                             | Michael Valgren Andersen (DEN)          | DNF-2                     |
| Director esportiu: Juan Manuel Gárate Cepa, Tejay van Garderen |                                         |                           |

| Groupama-FDJ GFC                                    | Groupama-FDJ GFC       | Groupama-FDJ GFC |
| --------------------------------------------------- | ---------------------- | ---------------- |
| Núm                                                 | Ciclista               | Pos              |
| 61                                                  | David Gaudu (FRA)      | DNF-2            |
| 62                                                  | Lorenzo Germani (ITA)  | 65è              |
| 63                                                  | Romain Grégoire (FRA)  | 15è              |
| 64                                                  | Valentin Madouas (FRA) | 35è              |
| 65                                                  | Quentin Pacher (FRA)   | 39è              |
| 66                                                  | Paul Penhoët (FRA)     | 101è             |
| 67                                                  | Clément Russo (FRA)    | 105è             |
| Director esportiu: Thierry Bricaud, Jussi Veikkanen |                        |                  |

| Ineos Grenadiers IGD                              | Ineos Grenadiers IGD     | Ineos Grenadiers IGD |
| ------------------------------------------------- | ------------------------ | -------------------- |
| Núm                                               | Ciclista                 | Pos                  |
| 71                                                | Filippo Ganna (ITA)      | 2n                   |
| 72                                                | Laurens De Plus (BEL)    | 46è                  |
| 73                                                | Lucas Hamilton (AUS)     | 116è                 |
| 74                                                | Michał Kwiatkowski (POL) | DNF-5                |
| 75                                                | Salvatore Puccio (ITA)   | DNF-7                |
| 76                                                | Brandon Rivera (COL)     | 41è                  |
| 77                                                | Connor Swift (GBR)       | 77è                  |
| Director esportiu: Zakkari Dempster, Ian Stannard |                          |                      |

| Intermarché-Wanty IWA                         | Intermarché-Wanty IWA   | Intermarché-Wanty IWA |
| --------------------------------------------- | ----------------------- | --------------------- |
| Núm                                           | Ciclista                | Pos                   |
| 81                                            | Kamiel Bonneu (BEL)     | 98è                   |
| 82                                            | Vito Braet (BEL)        | DNF-6                 |
| 83                                            | Francesco Busatto (ITA) | 58è                   |
| 84                                            | Kevin Colleoni (ITA)    | 81è                   |
| 85                                            | Tom Paquot (BEL)        | DNF-2                 |
| 86                                            | Louis Barré (FRA)       | NP-1                  |
| 87                                            | Jonas Rutsch (GER)      | 43è                   |
| Director esportiu: Aike Visbeek, Bart Wellens |                         |                       |

| Israel-Premier Tech IPT                         | Israel-Premier Tech IPT | Israel-Premier Tech IPT |
| ----------------------------------------------- | ----------------------- | ----------------------- |
| Núm                                             | Ciclista                | Pos                     |
| 91                                              | Derek Gee (CAN)         | 4t                      |
| 92                                              | Pascal Ackermann (GER)  | DNF-3                   |
| 93                                              | Marco Frigo (ITA)       | 76è                     |
| 94                                              | Jakob Fuglsang (DEN)    | 84è                     |
| 95                                              | Hugo Houle (CAN)        | DNF-3                   |
| 96                                              | Nadav Raisberg (ISR)    | 128è                    |
| 97                                              | Jake Stewart (GBR)      | 118è                    |
| Director esportiu: Sam Bewley, Francesco Frassi |                         |                         |

| Lidl-Trek LTK                                  | Lidl-Trek LTK                        | Lidl-Trek LTK |
| ---------------------------------------------- | ------------------------------------ | ------------- |
| Núm                                            | Ciclista                             | Pos           |
| 101                                            | Giulio Ciccone (ITA)                 | 13è           |
| 102                                            | Simone Consonni (ITA)                | DNF-5         |
| 103                                            | Amanuel Gebrezgabihier (ERI) (crono) | 112è          |
| 104                                            | Jonathan Milan (ITA)                 | 135è          |
| 105                                            | Toms Skujiņš (LAT)                   | 104è          |
| 106                                            | Jasper Stuyven (BEL)                 | 44è           |
| 107                                            | Edward Theuns (BEL)                  | 130è          |
| Director esportiu: Grégory Rast, Adriano Baffi |                                      |               |

| Movistar Team MOV                      | Movistar Team MOV               | Movistar Team MOV |
| -------------------------------------- | ------------------------------- | ----------------- |
| Núm                                    | Ciclista                        | Pos               |
| 111                                    | Nairo Quintana Rojas (COL)      | 32è               |
| 112                                    | Jorge Arcas (ESP)               | 67è               |
| 113                                    | Orluis Aular Sanabria (VEN)     | 52è               |
| 114                                    | Davide Formolo (ITA)            | 51è               |
| 115                                    | Einer Rubio (COL)               | 20è               |
| 116                                    | Pelayo Sánchez Mayo (ESP)       | DNF-6             |
| 117                                    | Natnael Tesfatsion (ERI) (ruta) | 99è               |
| Director esportiu: Maximilian Sciandri |                                 |                   |

| Q36.5 Pro Cycling Team Q36                            | Q36.5 Pro Cycling Team Q36               | Q36.5 Pro Cycling Team Q36 |
| ----------------------------------------------------- | ---------------------------------------- | -------------------------- |
| Núm                                                   | Ciclista                                 | Pos                        |
| 121                                                   | Thomas Pidcock (GBR)                     | 6è                         |
| 122                                                   | Xabier Mikel Azparren (ESP)              | NP-3                       |
| 123                                                   | Gianluca Brambilla (ITA)                 | DNF-5                      |
| 124                                                   | David de la Cruz Melgarejo (ESP) (crono) | 8è                         |
| 125                                                   | Damien Howson (AUS)                      | 119è                       |
| 126                                                   | Mark Donovan (GBR)                       | 53è                        |
| 127                                                   | Nickolas Zukowsky (CAN)                  | DNF-7                      |
| Director esportiu: Gabriele Missaglia, Àlex Sans Vega |                                          |                            |

| Red Bull-Bora-Hansgrohe RBH                         | Red Bull-Bora-Hansgrohe RBH | Red Bull-Bora-Hansgrohe RBH |
| --------------------------------------------------- | --------------------------- | --------------------------- |
| Núm                                                 | Ciclista                    | Pos                         |
| 131                                                 | Jai Hindley (AUS)           | 5è                          |
| 132                                                 | Roger Adrià Oliveras (ESP)  | 48è                         |
| 133                                                 | Jonas Koch (GER)            | 94è                         |
| 134                                                 | Filip Maciejuk (POL)        | 83è                         |
| 135                                                 | Gianni Moscon (ITA)         | 62è                         |
| 136                                                 | Anton Palzer (GER)          | NP-3                        |
| 137                                                 | Tim Van Dijke (NED)         | 82è                         |
| Director esportiu: Enrico Gasparotto, Roger Hammond |                             |                             |

| Soudal Quick-Step SOQ                               | Soudal Quick-Step SOQ        | Soudal Quick-Step SOQ |
| --------------------------------------------------- | ---------------------------- | --------------------- |
| Núm                                                 | Ciclista                     | Pos                   |
| 141                                                 | Mikel Landa Meana (ESP)      | 7è                    |
| 142                                                 | Mattia Cattaneo (ITA)        | 10è                   |
| 143                                                 | Josef Černý (CZE)            | 117è                  |
| 144                                                 | Paul Magnier (FRA)           | 91è                   |
| 145                                                 | Valentin Paret-Peintre (FRA) | 38è                   |
| 146                                                 | Casper Pedersen (DEN)        | 90è                   |
| 147                                                 | Pepijn Reinderink (NED)      | 111è                  |
| Director esportiu: Davide Bramati, Wilfried Peeters |                              |                       |

| Team Jayco AlUla JAY                             | Team Jayco AlUla JAY           | Team Jayco AlUla JAY |
| ------------------------------------------------ | ------------------------------ | -------------------- |
| Núm                                              | Ciclista                       | Pos                  |
| 151                                              | Filippo Zana (ITA)             | 25è                  |
| 152                                              | Edward Dunbar (IRL) (crono)    | DNF-5                |
| 153                                              | Patrick Gamper (AUT)           | 125è                 |
| 154                                              | Dylan Groenewegen (NED) (ruta) | 137è                 |
| 155                                              | Luka Mezgec (SLO)              | 126è                 |
| 156                                              | Elmar Reinders (NED)           | 133è                 |
| 157                                              | Jasha Sütterlin (GER)          | 75è                  |
| Director esportiu: Valerio Piva, Steven Cummings |                                |                      |

| Team Picnic-PostNL TPP                          | Team Picnic-PostNL TPP | Team Picnic-PostNL TPP |
| ----------------------------------------------- | ---------------------- | ---------------------- |
| Núm                                             | Ciclista               | Pos                    |
| 161                                             | Chris Hamilton (AUS)   | 34è                    |
| 162                                             | Bjoern Koerdt (GBR)    | DNF-7                  |
| 163                                             | Gijs Leemreize (NED)   | 49è                    |
| 164                                             | Enzo Leijnse (NED)     | 102è                   |
| 165                                             | Niklas Märkl (GER)     | 122è                   |
| 166                                             | Casper van Uden (NED)  | 85è                    |
| 167                                             | Bram Welten (NED)      | NP-6                   |
| Director esportiu: Matthew Winston, Philip West |                        |                        |

| Team Polti VisitMalta PTV                           | Team Polti VisitMalta PTV   | Team Polti VisitMalta PTV |
| --------------------------------------------------- | --------------------------- | ------------------------- |
| Núm                                                 | Ciclista                    | Pos                       |
| 171                                                 | Davide Piganzoli (ITA)      | 17è                       |
| 172                                                 | Davide Bais (ITA)           | 108è                      |
| 173                                                 | Giovanni Lonardi (ITA)      | 106è                      |
| 174                                                 | Mirco Maestri (ITA)         | 59è                       |
| 175                                                 | Francisco Muñoz Llana (ESP) | 92è                       |
| 176                                                 | Andrea Pietrobon (ITA)      | 109è                      |
| 177                                                 | Alessandro Tonelli (ITA)    | 61è                       |
| Director esportiu: Stefano Zanatta, Giovanni Ellena |                             |                           |

| Team Visma \| Lease a Bike TVL                    | Team Visma \| Lease a Bike TVL | Team Visma \| Lease a Bike TVL |
| ------------------------------------------------- | ------------------------------ | ------------------------------ |
| Núm                                               | Ciclista                       | Pos                            |
| 181                                               | Simon Yates (GBR)              | 14è                            |
| 182                                               | Olav Kooij (NED)               | 96è                            |
| 183                                               | Steven Kruijswijk (NED)        | 69è                            |
| 184                                               | Daniel McLay (GBR)             | 131è                           |
| 185                                               | Cian Uijtdebroeks (BEL)        | DNF-7                          |
| 186                                               | Attila Valter (HUN) (ruta)     | 56è                            |
| 187                                               | Dylan van Baarle (NED)         | 88è                            |
| Director esportiu: Maarten Wynants, Jesper Mørkøv |                                |                                |

| Tudor Pro Cycling Team TUD                       | Tudor Pro Cycling Team TUD | Tudor Pro Cycling Team TUD |
| ------------------------------------------------ | -------------------------- | -------------------------- |
| Núm                                              | Ciclista                   | Pos                        |
| 191                                              | Marc Hirschi (SUI)         | 23è                        |
| 192                                              | Alexander Krieger (GER)    | 134è                       |
| 193                                              | Rick Pluimers (NED)        | 55è                        |
| 194                                              | Florian Stork (GER)        | 79è                        |
| 195                                              | Lawrence Warbasse (USA)    | 68è                        |
| 196                                              | Hannes Wilksch (GER)       | 57è                        |
| 197                                              | Maikel Zijlaard (NED)      | 121è                       |
| Director esportiu: Matteo Tosatto, Claudio Cozzi |                            |                            |

| UAE Team Emirates XRG UAD                                           | UAE Team Emirates XRG UAD         | UAE Team Emirates XRG UAD |
| ------------------------------------------------------------------- | --------------------------------- | ------------------------- |
| Núm                                                                 | Ciclista                          | Pos                       |
| 201                                                                 | Juan Ayuso Pesquera (ESP)         | 1r                        |
| 202                                                                 | Rui Oliveira (POR)                | DNF-7                     |
| 203                                                                 | Isaac del Toro (MEX)              | 19è                       |
| 204                                                                 | Felix Großschartner (AUT) (crono) | 60è                       |
| 205                                                                 | Rafał Majka (POL)                 | 72è                       |
| 206                                                                 | Domen Novak (SLO) (ruta)          | DNF-7                     |
| 207                                                                 | Adam Yates (GBR)                  | 16è                       |
| Director esportiu: Fabrizio Guidi, Manuele Mori, Tomás Gil Martínez |                                   |                           |

| Uno-X Mobility UXM                                     | Uno-X Mobility UXM               | Uno-X Mobility UXM |
| ------------------------------------------------------ | -------------------------------- | ------------------ |
| Núm                                                    | Ciclista                         | Pos                |
| 211                                                    | Magnus Cort Nielsen (DEN)        | 110è               |
| 212                                                    | Fredrik Dversnes (NOR)           | 45è                |
| 213                                                    | Ådne Holter (NOR)                | 103è               |
| 214                                                    | Anders Halland Johannessen (NOR) | 78è                |
| 215                                                    | Tobias Halland Johannessen (NOR) | 11è                |
| 216                                                    | William Blume Levy (DEN)         | 97è                |
| 217                                                    | Søren Wærenskjold (NOR) (crono)  | 138è               |
| Director esportiu: Gabriel Rasch, Emil Nygaard Vinjebo |                                  |                    |

| VF Group-Bardiani CSF-Faizanè VBF                       | VF Group-Bardiani CSF-Faizanè VBF | VF Group-Bardiani CSF-Faizanè VBF |
| ------------------------------------------------------- | --------------------------------- | --------------------------------- |
| Núm                                                     | Ciclista                          | Pos                               |
| 221                                                     | Manuele Tarozzi (ITA)             | 63è                               |
| 222                                                     | Lorenzo Conforti (ITA)            | DNF-4                             |
| 223                                                     | Luca Covili (ITA)                 | 42è                               |
| 224                                                     | Filippo Fiorelli (ITA)            | 30è                               |
| 225                                                     | Alessandro Pinarello (ITA)        | 22è                               |
| 226                                                     | Matteo Scalco (ITA)               | 64è                               |
| 227                                                     | Enrico Zanoncello (ITA)           | 113è                              |
| Director esportiu: Roberto Reverberi, Alessandro Donati |                                   |                                   |

| XDS Astana Team XAT                               | XDS Astana Team XAT           | XDS Astana Team XAT |
| ------------------------------------------------- | ----------------------------- | ------------------- |
| Núm                                               | Ciclista                      | Pos                 |
| 231                                               | Alberto Bettiol (ITA) (ruta)  | NP-3                |
| 232                                               | Nicola Conci (ITA)            | 33è                 |
| 233                                               | Lorenzo Fortunato (ITA)       | 21è                 |
| 234                                               | Florian Samuel Kajamini (ITA) | 27è                 |
| 235                                               | Wout Poels (NED)              | DNF-5               |
| 236                                               | Davide Toneatti (ITA)         | 87è                 |
| 237                                               | Simone Velasco (ITA)          | 26è                 |
| Director esportiu: Aleksandr Xefer, Dario Cataldo |                               |                     |

Convencions:
- DNF-N: Abandó en l'etapa (Did Not Finish) "N"
- FLT-N: Retir per arribada fora del límit de temps en l'etapa "N"
- NP-N: No presentat la sortida per a l'etapa "N"
- DONIS-N: Desqualificat o expulsat en l'etapa "N"